# 夏西河
夏西河是俄羅斯的河流，位於諾夫哥羅德州和列寧格勒州，從發源地瓦爾代高地往北流往拉多加湖，河口附近有小鎮夏西斯特羅伊，從11月至4月結冰。